# Jardín chino
El arte de la jardinería tiene, para los chinos, la misma consideración sagrada que la escritura o la poesía. El jardín es, a la vez, parte de su hogar y lugar de recreo, un lugar “mágico”, un cosmos en miniatura en el que se procura recrear la imagen de una naturaleza ideal. El jardín representa un compromiso constante entre las dimensiones estéticas y simbólicas. Los jardines chinos responden, por tanto, a una serie de códigos que, si se omiten, dan como resultado una interpretación muy parcial de su significado o de lo que el artista quiso expresar. 

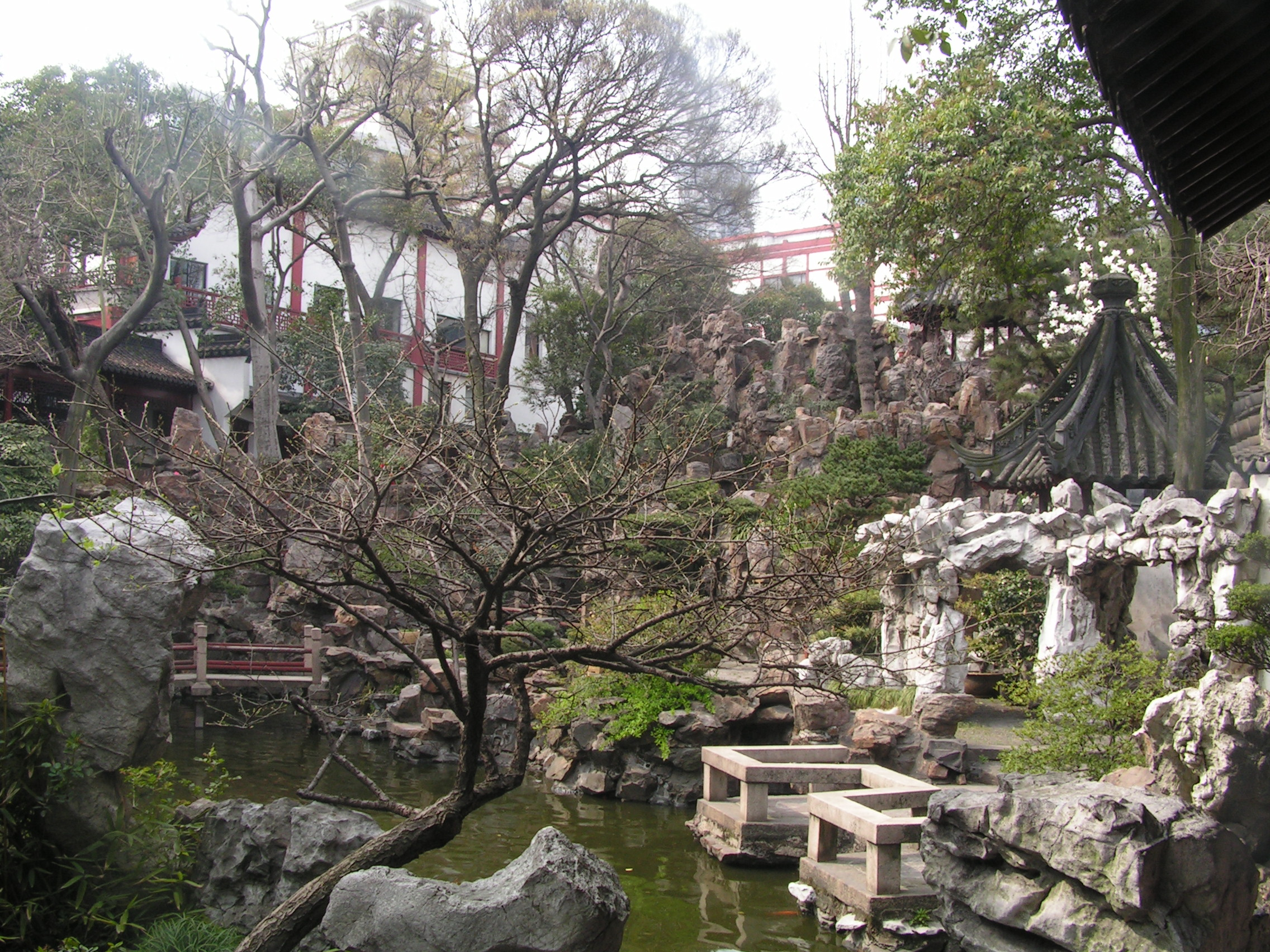
Jardín de Yu Yuan en Shanghái.

## Historia
La historia de la jardinería en China es más que milenaria.
El jardín tuvo, en principio, un origen místico: Zhuangzi así lo aseveraba, atribuyéndolo a un discurso de Confucio en el que se mencionaba el parque de Xiwei, soberano legendario anterior al Emperador Amarillo (mítico) (II milenio antes de nuestra era). El jardín chino tradicional simboliza el paraíso en el mundo. Según las antiguas leyendas chinas, este paraíso se hallaba en la cumbre de una gran montaña que estaba en unas lejanas islas que se hallaban en medio del mar. Allí se encontraba el elixir de la "eterna juventud", que permitía acceder a la inmortalidad. Esta leyenda explica la gran importancia que la montaña, la mar y las islas tienen en la simbología de los jardines chinos.
Más prosaicamente, la jardinería se desarrolló, sin duda alguna, durante el período de la Dinastía Han. No se buscaba, por aquel entonces, su concepción estética, sino que estaba, más bien, dedicado al descanso (El jardín "por el que pasear sin preocupaciones"- Mianyuan) y a la caza. El Shuowen jiezi recopilado en el siglo II de nuestra era, menciona los términos you (parque), pu (huerto), yuan (jardín) y yuanyou (parque). El parque Bechaï, ampliado y reformado más tarde, se creó bajo la Dinastía de los Han en 104 a. C.
A partir de la época de los Tang y de los Song, el entorno, tanto interior como exterior, empezó a adquirir una importancia preponderante en la concepción de los jardines, y ya, durante el imperio de los Ming y los Qing, adquirieron su dimensión artística y alcanzaron su plenitud. Por tanto, cuando se mencionan los jardines chinos, se hace referencia a los jardines creados durante ese período. Según la creencia popular, al sur del Río azul o en su delta se encuentran los jardines más hermosos que puedan imaginarse:
"El cielo existe, y el paraíso está en la tierra", Suzhou y Hangzhou.
A partir del siglo III, los jardines se expandieron, abandonando la esfera imperial, gracias al crecimiento de una clase de mercaderes enriquecidos y, especialmente, a los altos funcionarios (shidafu) que querían disfrutar de los dones de la naturaleza sin tener que abandonar la ciudad y renunciar a su trabajo. Los diferentes estilos empezaron a multiplicarse en función de la utilización que de ellos quisiera hacerse. Algunos eran de grandes dimensiones y muy opulentos, y fueron abiertos al público con el fin de demostrar la prosperidad de sus propietarios. Otros, por el contrario, permanecían ocultos a las miradas exteriores, preservando su intimidad. Esencialmente son el reflejo de la cultura humanista china, que se puede asociar al triunfo social logrado por el Estado y el Emperador, que ponían de relieve, de manera especial, los valores confuncionistas, el desarrollo de la espiritualidad que se adquiere cultivando la vida interior basado todo ello en los principios taoístas. Aplicado a los jardines, éstos adquieren una dimensión simbólica, intentando recrear una naturaleza idealizada y convirtiéndolos, de este modo, en un refugio para la meditación.
El desarrollo del budismo y del taoísmo propiciaron que los jardines formaran parte del mundo religioso, incorporándose a los templos que los monjes construyeron alrededor de las ciudades.
El arte de la jardinería china se desarrolló en tres estados diferentes (imperial, burgués y religioso) y fue perfeccionándose hasta el siglo XVIII. La penetración occidental (misioneros, colonizadores), introdujo, entonces, la cultura de los jardines occidentales. El jardín Yuanming Yuan, diseñado por los misioneros franceses, es el ejemplo más evidente de esta intromisión que puso fin, asimismo, a la jardinería china tradicional.
Pese a la profusión de los mismos en la antigüedad, muy pocos jardines chinos tradicionales subsisten actualmente. La mayor parte de ellos fueron víctimas de incendios, fortuitos o provocados. Como quiera que los edificios tradicionales chinos se construían con madera, no subsiste ningún vestigio, ni siquiera arquitectónico.
La influencia que la jardinería china pudo ejercer frente a la jardinería japonesa y coreana quedó pronto diluida al desarrollar, éstos, su propia estética.

## Principales aspectos del jardín chino
Ji Cheng, autor del Yuanye, consideraba que, el éxito de un jardín, dependía de dos principios básicos: la adaptación al entorno y la imitación de otros paisajes.
Podría añadirse, también, a estos dos principios, la creación de un mundo en miniatura. El mundo "en un grano", es una expresión budista que refleja una de las mayores preocupaciones del diseñador chino. La pequeñez es lo que revaloriza el objeto. La reproducción del objeto natural se aleja, por sus dimensiones, de la realidad y adquiere un carácter mágico o místico. Cuanto más se aleja la reproducción del objeto natural de la realidad, por sus dimensiones, tanto más adquiere un carácter mágico. Este punto debe acercarse al precedente. Si acondicionar un parque que contenga, por completo, todas las esencias y elementos del universo constituye, de por sí, un acto de magia, reducirlo al estado de miniatura vuelve a despojarle del último parecido con la realidad y, por ende, lo eleva por encima de esta última. 
En los apartados siguientes pueden constatarse los diferentes aspectos que son llevados a la práctica en la concepción de un jardín chino.

### Principios generales
El artista tiene que demostrar su capacidad para utilizar el entorno natural para crear su obra sin intentar dominarlo. La simetría no es el objetivo, como sucede con los jardines occidentales, el artista trata, sobre todo, de buscar una armonía general que pueda dar una apariencia natural, intentando, de alguna manera, llegar a una representación ideal de la naturaleza, y de sublimarla.
La vivienda se compone de diferentes edificios separados entre sí por unos patios dispuestos según un orden convencional, en principio a lo largo de un eje (yang). Los jardines tienen un plan libre y asimétrico (yin). En toda composición existe un espacio abierto en el cual se disponen las principales decoraciones y los pabellones más importantes dedicados a la contemplación, situados en el centro de una encrucijada de galerías, paseos y bosquecillos.
Un jardín es un elemento con vida propia. Tiene que verificar los mismos cambios que la naturaleza verifica en las diferentes estaciones y de la sucesión de floración que la acompaña, así como de los juegos de luz y sombra proporcionados por el ciclo solar, y de las variaciones diurnas y nocturnas. A través de las incesantes y múltiples transformaciones, el jardín va adquiriendo una nueva dimensión, en el que, a cada instante, se disfruta de una visión efímera e impresiones fugaces de un universo en continuo movimiento.

### La imitación de paisajes
La imitación del entorno es también determinante en la cualidad del jardín. Múltiples documentos procedentes de la dinastía de los Jin del Este mencionan esta práctica. No se trata de hacer una copia exactamente igual, pero sí de recrear, en el ánimo de quienes lo contemplan, las sensaciones que podría experimentar si estuvieran ante el escenario representado. Chen Chongzhou escribió: "Toda la sutileza reside en la palabra “lo veo”: la imitación alcanza su éxito entre la intención y la casualidad de una manera totalmente natural y elegante. 
El jardín dispone, de esta manera, de dos espacios, donde se encuentra, en esta concepción, la necesaria continuidad espacial entre el espacio interior y el exterior.
La frontera entre el artificio y la realidad es muy tenue, como lo demuestran los jardines de las lamaserías (convento de lamas) a los que habían sido destinados los sacerdotes, o en los arrozales en los que trabajaban como campesinos.

### Feng Shui

Representación simplificada del término Feng Shui

El Feng Shui, (literalmente viento y agua), es una práctica de origen chino que consiste en estudiar los elementos que constituyen el entorno donde se quiere construir un edificio a fin de aprovechar los flujos de energía para asegurar la armonía del mismo con el entorno y determinar su idoneidad.
El Feng shui proviene, por lo menos, del siglo III, y sus raíces ideológicas son, incluso, más antiguas. Según las reglas, el Feng shui, consiste en desarrollar una forma de vivir armoniosa que asegure la prosperidad y el bienestar. La energía vital qi (literalmente aire, respiración, energía, temperamento o atmósfera) deben ser captados y destinados a fines benéficos para el ser humano. Según la filosofía taoísta el flujo de una energía invisible es portadora de una energía vital. Progresivamente al Feng shui fueron incorporándose otros elementos como, por ejemplo, la geomancia o el horóscopo. 
A partir del siglo III fue haciéndose cada vez más corriente el consultar con los expertos en Feng shui para determinar el emplazamiento o la orientación de una casa o de una tumba. La aplicación de estos preceptos Feng shui en el diseño de los jardines fue convirtiéndose, poco a poco, en un hecho de lo más natural.
Un jardín chino tenía que ser un reflejo de la naturaleza y, como ya se ha mencionado, la armonía general era mucho más importante que la simetría y el orden. El principio fundamental del Feng shui: "menos es mejor", se evidencia en los jardines: la calidad debe prevalecer sobre la cantidad. El jardín chino no es, en lo absoluto, el exponente de una colección botánica. Los árboles se plantan de manera asimétrica porque constituyen por sí mismos un elemento estructural que permite crear unas interesantes perspectivas realzando, a su vez, otros elementos del jardín (piedras, agua, etc.).
Según el concepto taoísta del yin y del yang la armonía se produce a consecuencia de elementos totalmente opuestos: belleza y fealdad, claro y oscuro, luminoso y apagado. Y este equilibrio entre elementos opuestos es aplicado en la concepción de los jardines. Las piedras, con sus formas tortuosas representan el yang, mientras que los estanques o las balsas, con su equilibrio, representan el yin.
La montaña y el agua constituyen los dos elementos fundamentales a tener en cuenta cuando se examina el lugar, la primera ejerce su influencia sobre el destino del hombre, la segunda sobre su fortuna pecuniaria. Si se hace un examen cuidadoso respecto a la concepción china de los jardines, se evidencia el arraigo del Feng shui y sus fundamentos, expuestos comúnmente en los grandes tratados paisajísticos.

### Elementos fundamentales: el agua y la montaña

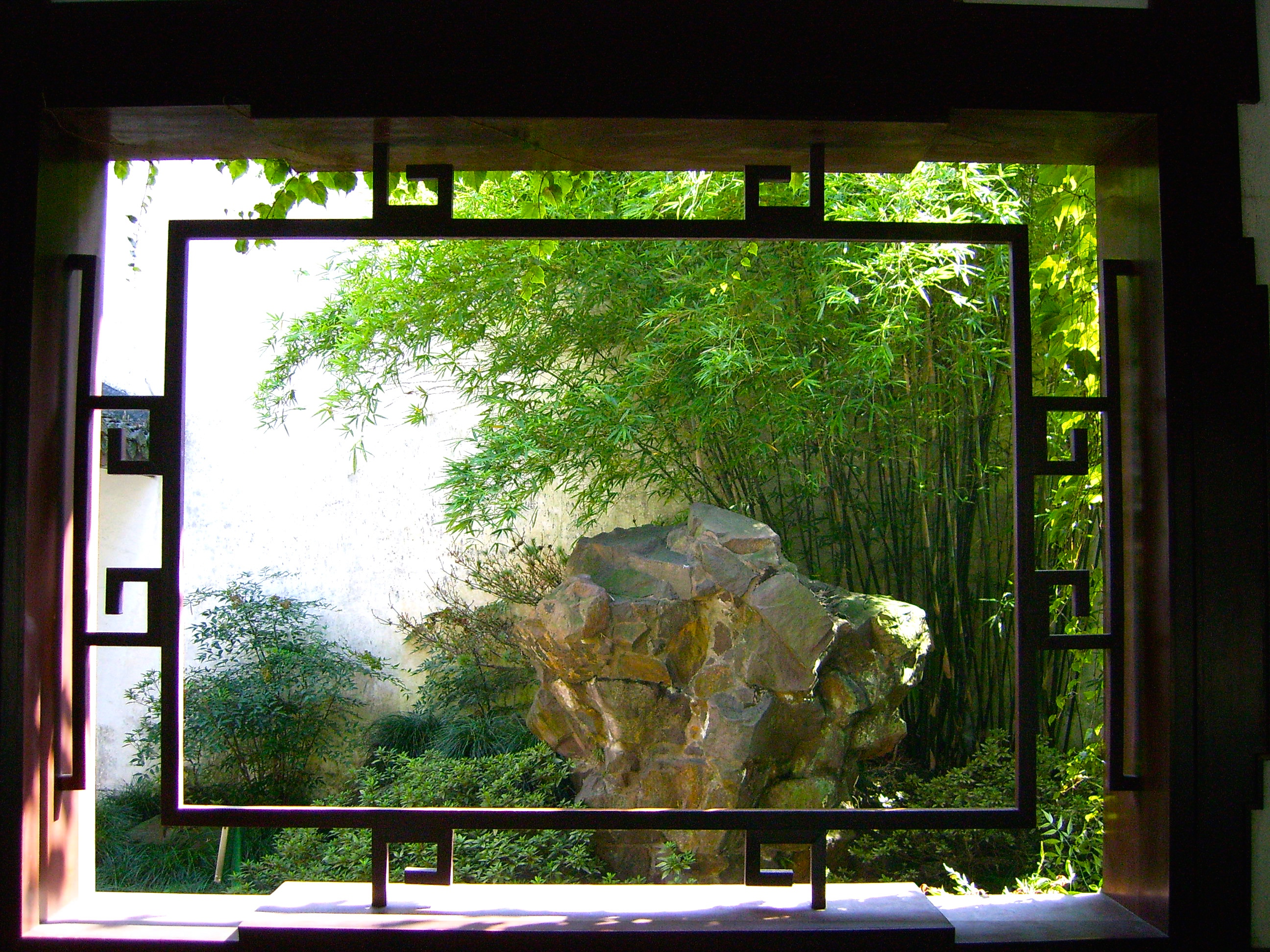
Una ventana en un jardín chino

El agua y la piedra son elementos de un gran valor simbólico y constituyen, asimismo, los pilares de la estética de los jardines chinos.
Las piedras pueden disponerse de diferentes maneras. Pueden acumularse para producir el efecto de una montaña (Shan (etnia)|shan]], en este caso se trata de un aspecto simbólico, no estructural. Estructural, en este caso las piedras forman una especie de telón de fondo de una perspectiva, separando la siguiente sin ningún elemento artificial. Disimuladamente contribuyen a dar una impresión de amplitud pese a la pequeñez del jardín.
Los peñascos, dispuestos solitariamente, se escogen en razón de sus formas tortuosas. Representan la incertidumbre y el wei (equilibrio precario). Constituyen la osamenta del esqueleto de la Tierra simbolizada por las montañas, representadas, aquí, en miniatura. El agua (shui), se suma a esta metáfora, porque su movimiento perpetuo en los canales o riachuelos que recorren el jardín simbolizaría el pulso viviente de la Tierra.
El agua es uno de los elementos esenciales. Favorece, por la calma que transmite, la contemplación meditativa. El sonido de una corriente de agua, adecuadamente situada, reforzará este sentimiento. El estanque, de formas sencillas, procurando siempre preservar la armonía natural, se sitúa en el centro enlazando los diferentes elementos del jardín. El agua simboliza, también, la fuerza latente que, recorriendo las sinuosidades del terreno, es capaz de erosionar el peñasco más firme. El agua ilustra, en este caso, uno de los valores primordiales del taoísmo:

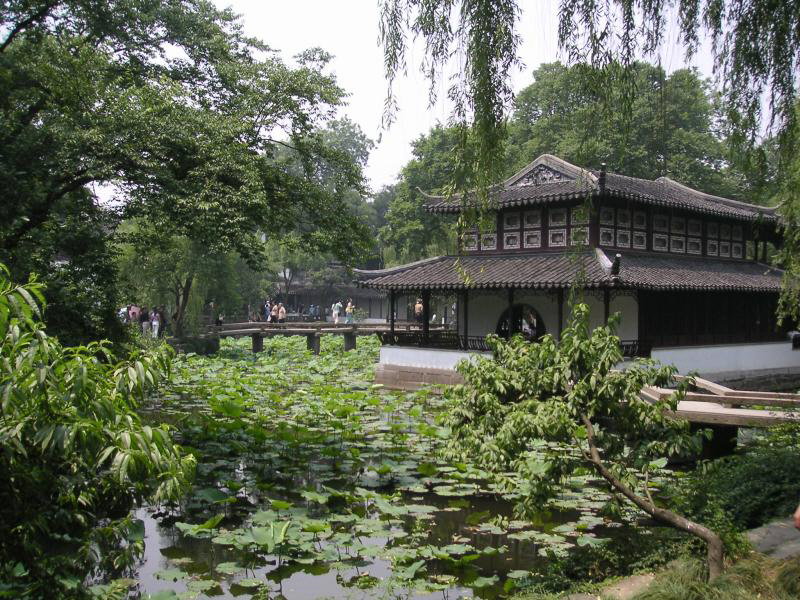
El jardín de la política de lo simple en (Suzhou).

El hombre de una virtud superior es como el agua

El agua procura hacer el bien a todos los seres sin luchar

Vive en los lugares que detesta la locura

Entre todas las cosas que conforman el mundo, el agua es el elemento más blando y más débil

y, sin embargo, puede quebrar lo más duro y lo más resistente, ¡nada puede vencerla!

Por eso nada puede reemplazar al agua

Lo que es débil triunfa sobre lo que es fuerte

Lo que es blando triunfa sobre lo que es duro

Lao-Tse, Tao-te king..

### La presencia del arte en los jardines chinos: influencias taoístas
La ideología de la filosofía taoísta acerca de la naturaleza, de la misma manera que se refleja en las artes como la poesía y la escritura, constituye una constante en la concepción de los jardines chinos. El Tao (literalmente la vida) es más bien un proceso, que un camino a seguir. Esta filosofía hace hincapié en la unidad con el universo, en el que todos los elementos están constituidos del mismo material, el qi. El Tao es el compendio de todas las cosas pasadas, presentes y futuras.
Los inmensos peñascos erosionados por el paso del tiempo son una manifestación del Tao ya que en ellos se pone de relieve el transcurrir del tiempo y nuestro incierto porvenir.
Los jardines chinos tienen profundas raíces filosóficas. Los elementos naturales se eligen por su significado histórico, literario o simbólico. Los pintores paisajistas y el arte de los jardines se desarrollaron en perfecta simbiosis en China. El aspecto de "grabado" de algunos jardines chinos no es fruto del azar, sino que es el resultado de la observación del pintor y diseñador paisajista. Podrían, por tanto, considerarse paralelamente la concepción de los jardines y la pintura sobre rollos (inventada por Wang Wei, sabio del período Tang) sistema que impide ver la obra al completo, e irla descubriendo de una manera progresiva. De la misma forma, el jardín chino no puede contemplarse de un solo vistazo. 
Un jardín tiene que reflejar dos aspectos vitales. El de la naturaleza que trata de representar por medio de los árboles, de las rocas y de las corrientes de agua que transcurren por el jardín y el del diseñador que representa la creación, una creación que debe aproximarse, del modo más armónico posible, al equilibrio natural.

### El espectador

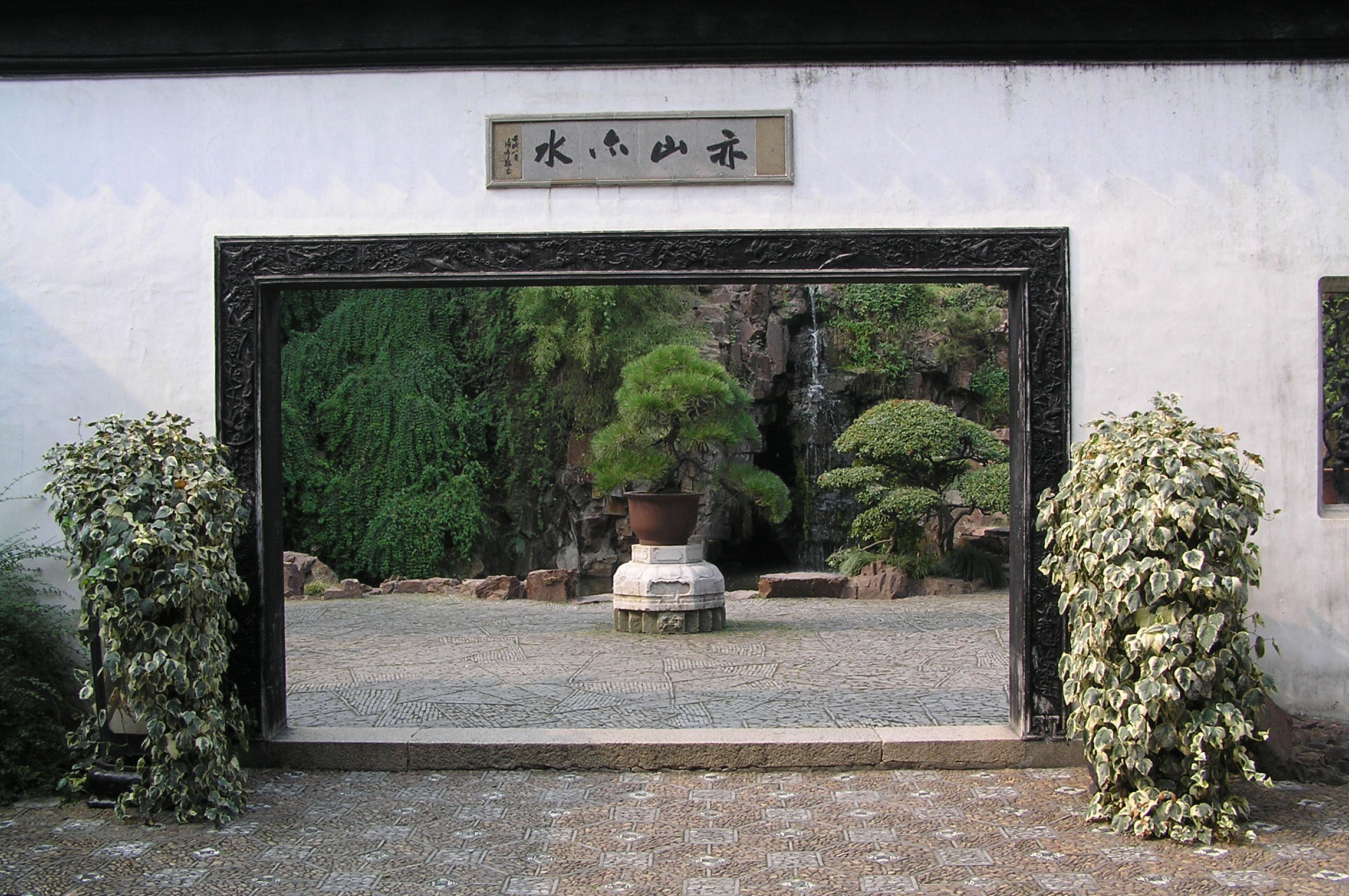
Jardines de Hu Qiu Shan (Suzhou).

El jardín es una obra de arte, un espectáculo que se ofrece al visitante. Éste jamás podrá llegar a conocerlo por completo. El conjunto está equilibrado por una red de muros, que se abren aquí, tienen puertas redondas allá, ventanas caladas que terminan transformando el jardín en una infinidad de diminutos jardines y rincones. Estos compartimentos estructurales y las aberturas practicadas en ellos están cuidadosamente dispuestos a fin de producir, artificialmente, un conjunto de sensaciones visuales. Las aberturas logran que la mirada encuadre un espacio determinado y que éste pueda contemplarse como si fuera una pintura. Lo simbólico se percibe incluso en sus formas: la búsqueda de la inmortalidad o la longevidad (Qnghui yuan en Shunde).
Este sistema permite revalorizar o desechar determinados elementos. Los dispositivos más elaborados tienen en cuenta, incluso, el desplazamiento del visitante por el interior del jardín. El diseñador puede disponer, a su gusto, una sucesión de espacios yuxtaponiéndolos en un orden estudiadamente determinado. Es posible, por tanto, crear un largo recorrido que, constituido por múltiples espacios preserva, no obstante, la unidad del conjunto. En Wanghi yuan, en Suzhou, pueden constatarse, perfectamente, los diferentes contrastes creados por el artista. El visitante pasa, sin solución de continuidad, de un espacio apacible dominado por los bambús, a otro vertiginoso en el que un precipicio está representado por un acantilado. Uno de los espacios más recurrentes en este lugar es, sin duda alguna, la montaña artificial de piedras (yang) levantada por encima del estanque (yin).
El jardín no es tan sólo un lugar para ser contemplado, es un complemento más de la vivienda, es decir, un lugar en el que vivir y , por tanto, debe permitir que se penetre en él y disfrutarlo.

### Arquitectura

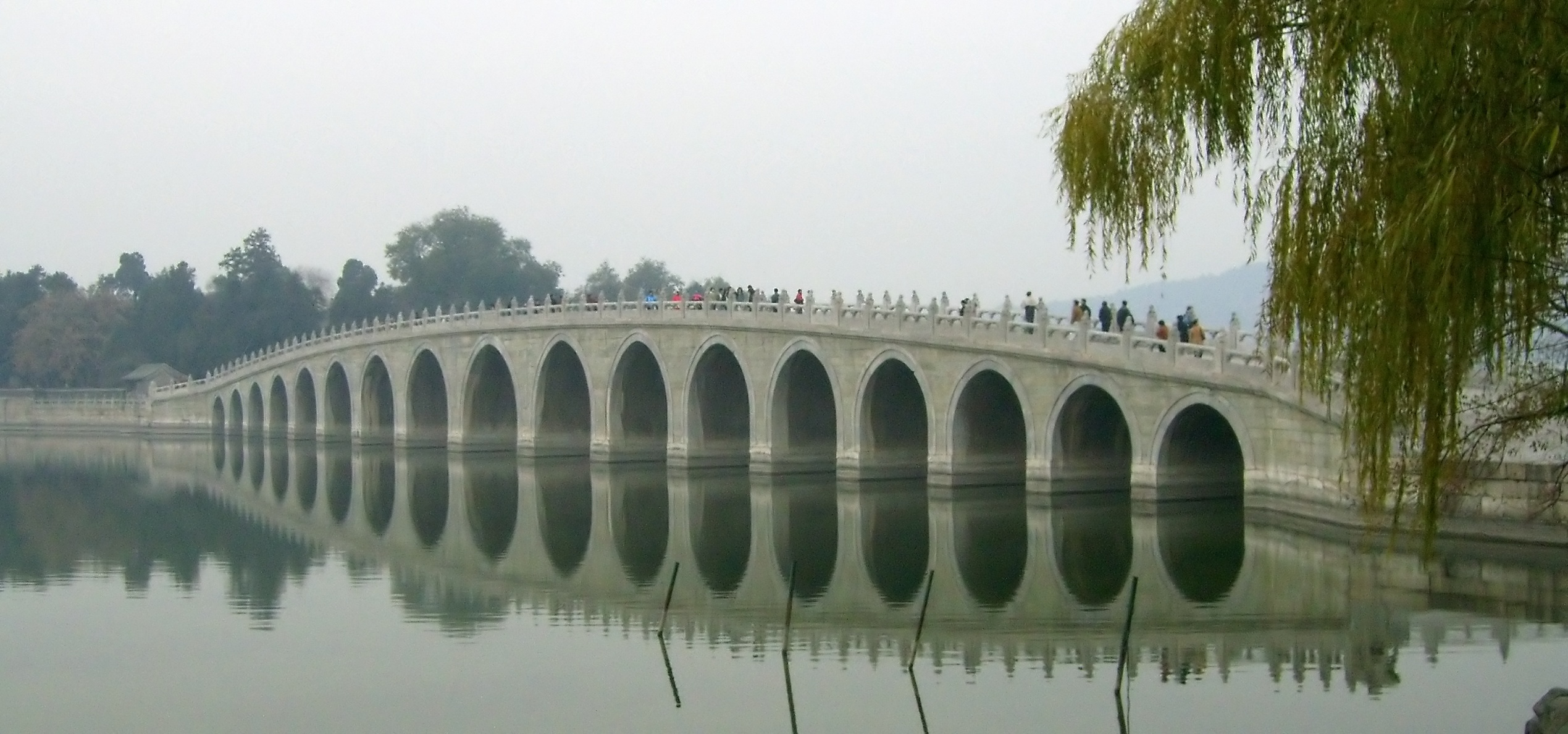
Puente de los diecisiete arcos.

El famoso puente de diecinueve arcos del palacio de verano fue reconstruido tras haber sido destruido por los occidentales.
La arquitectura ocupa un importante lugar en el arte de los jardines chinos.
Los pabellones, comunicados entre sí por un conjunto de galerías permiten que el diseñador del jardín escoja los puntos de vista que quiere dar al visitante. Las galerías y los muros permiten, asimismo, la contemplación del jardín en espacios independientes.
En ellos pueden encontrarse múltiples formas de la arquitectura china tradicional:

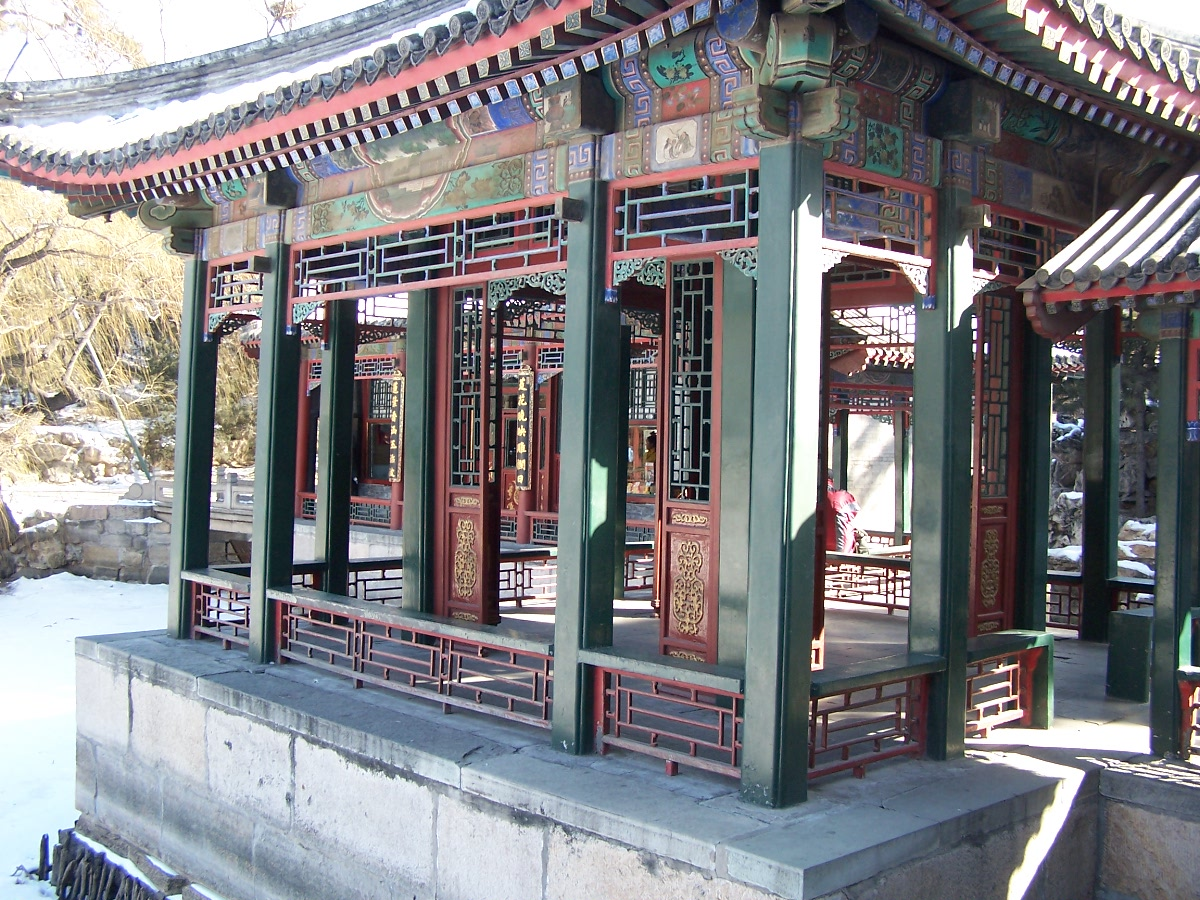
Dos pequeños vestíbulos abiertos.

- pabellones
- Quioscos
- Pagodas
- Galerías
- Vestíbulo
- Arcos
- Puentes
- Barcas

### Plantas y animales
Animales
Los animales pueden estar presentes o simbolizados por medio de esculturas.
El dragón chino representa, o bien al emperador, o bien al qi cuando baila. No tiene connotaciones negativas. El Fénix simboliza a la emperatriz, asociado con el dragón representa a toda la China. La Tortuga es, frecuentemente, un símbolo de longevidad y resistencia. El Pez (Carpa), representa la perseverancia: la carpa lucha contra corriente hacia la puerta del dragón donde se transformará en dragón. La Chiroptera (murciélago) significa suerte o fortuna.
Plantas
El sauce (llorón) constituye el símbolo de la docilidad y de la feminidad. Las diferentes especies permiten alejar a los demonios.
Los bambús (zhu) simbolizan la modestia y la rectitud (el tallo), la humildad (el hueco), y la eterna juventud (las hojas verdes). Representa también, con frecuencia, la escritura. Su presencia transmite serenidad al paisaje. 
El loto (lian hua) simboliza la pureza, con sus flores emergiendo del lodo. Es, asimismo, una metáfora del junzi, el honesto hombre confuciano.

## ElYuanming yuan, quintaesencia del jardín chino

### Historia
El jardín del Antiguo Palacio de Verano (en chino 圆明园, Yuánmíng Yuán, literalmente, «Jardín de la Claridad perfecta») constituye, sin duda alguna, el ejemplo del apogeo de dos mil años de evolución en el arte de los jardines imperiales.
En 1677 el emperador Kangxi (1662-1722) decidió restaurar un jardín proveniente de la derrocada dinastía de los Ming que se hallaba muy próximo a la ciudad. Rebautizado con el nombre de Primavera gloriosa, el parque se convirtió en la residencia de recreo del soberano que abandonó la Ciudad Prohibida en la que reinaban un calor sofocante en verano y un frío glacial en invierno. En 1709, Kangxi le ofreció a su hijo, el futuro emperador Yongzheng (1723-1735, un jardín que comprendía un dominio al que puso por nombre: Yuanming, Claridad perfecta.

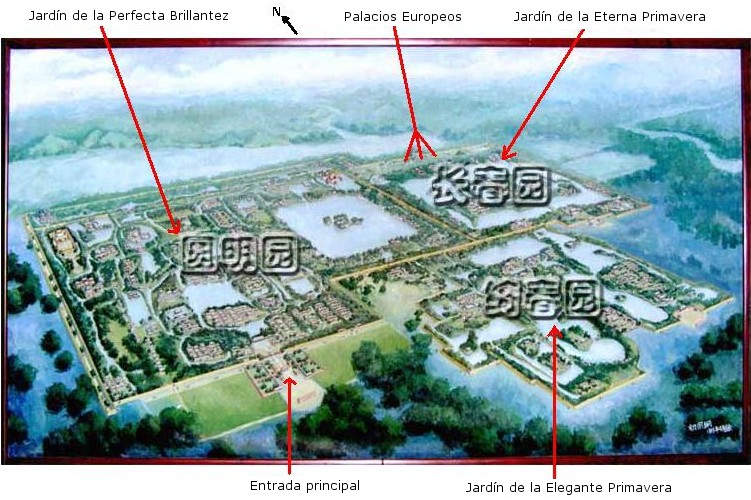
Plano de los jardines Yuanming Yuan.

Después de su ascensión al trono, Yongzheng convirtió este lugar en su residencia principal. El lugar fue ampliado y remodelado tras la configuración geofísica de China, de manera que se constituyó en un microcosmos del Imperio que se convirtió en el centro político. Educado en Yuanming yuan, su hijo, el futuro emperador Qianlong (1736-1796), se enamoró del jardín. Hizo que los jesuitas, puestos a su servicio, terminaran la obra, construyendo un conjunto de palacios de estilo europeos rodeados de fuentes y juegos de agua. En su plenitud, este jardín de los jardines abarcaba 350 hectáreas al noroeste de Pekín y contenía inestimables tesoros.
La realización de este jardín en el siglo XVIII corresponde a la plenitud tanto política, como económica y cultural de China. En el transcurso del siglo siguiente la corrupción empezó a gangrenar el poder y la decadencia empezó a hacer mella entre los mandarines. Un siglo más tarde, tras la culminación del Yuanming yuan, se produjo el enfrentamiento entre China y Europa estallando la segunda guerra del Opio, lo que conllevó la trágica indigencia. El dominio fue asaltado por las fuerzas franco-británicas y, posteriormente fue quemado por orden de Lord Elgin (1860). Actualmente sólo queda un jardín restaurado después del incendio, un gran parque, pero un triste testimonio en comparación con la magnificencia del jardín de los jardines.

"Construid un sueño con mármol, con jade, bronce y porcelana, recubridlo con madera de cedro, cubridlo de piedras, envolvedlo con sedas, convertidlo aquí en santuario, acullá en harén, allá en ciudadela, poned en él a los dioses, a los monstruos, barnizadlo, esmaltadlo, doradlo, adornadlo, hacedlo construir por aquellos arquitectos que sean los poetas de mil y un sueño, de mil y una noches, añadid jardines, estanques, surtidores de agua y espuma, cisnes, ibis, pavos, soñad, en una palabra, con una especie de deslumbrante caverna salida de la fantasía humana en forma de templo y de palacio, eso es este monumento". Victor Hugo "Lettre au Capitaine Butler" (Carta al capitán Butler).

### Eljardín de los jardines
El Yuanming yuan representa, por sí mismo, la creación de un universo en miniatura. Es posible que parezca raro el escoger un jardín más vasto y grandioso que el del palacio de verano para ilustrar el concepto primordial de un microcosmos. Sin embargo, si se considera que, en tanto que jardín imperial, este microcosmos representa a todo el Imperio, esta paradoja sólo resulta aparente.
El jardín es completamente artificial, incluso los relieves y el agua que le caracterizan. Todo ha sido creado por la mano del hombre bajo las órdenes de un bufete dedicado, exclusivamente, a su elaboración. Están presentes los fundamentales elementos naturales del jardín chino: el relieve y el agua que estructuran y dividen el espacio.

La naturaleza está representada de manera idealizada. Su disposición refleja la personalidad de su propietario: el emperador, que da la impresión de haber trabajado personalmente en la elaboración de su proyecto.

En el caso del Yuanming yuan, el Feng shui predomina de manera irrefutable. Un documento sin fecha, da cuenta del examen minucioso que se llevó a cabo antes de permitir que fuera abierto y se demostrara la perfecta concordancia entre los elementos interiores (montaña y agua) y las figuras geománticas. Se examinó, de forma particular la cercanía, por el Oeste, de la cadena montañosa que, en forma de "biombo montañoso", permite preservar el qi, fuerza vital del lugar.
En el interior del cuadro formado por la montaña y el agua que estructuran el jardín, surgen los diferentes paisajes que han sido diseñados evocando los más preciados lugares chinos. En el jardín de la Claridad perfecta, rocas y estanques han sido dispuestos respondiendo a la configuración del Imperio: “nueve regiones y cuatro mares”. El punto culminante representa el monte Kunlun, progenitor de las principales cadenas montañosas de China. De éste parten las tres grandes cadenas montañosas del jardín. El agua se divide en dos ramas principales: una de ellas forma una bifurcación que confluye en un estanque de cuatro hectáreas; la otra, bifurcándose varias veces, acaba en un inmenso lago de veintisiete hectáreas, que simboliza el mar de la China. El jardín refleja, también, la doctrina confucionista destacando, de este modo, el carácter imperial del lugar: el respeto por gobierno del Estado, y por los ancestros son, asimismo, dos valores que destacan de modo particular. El acondicionamiento paisajístico es el vector de los mensajes políticos.
El Yuanming yuan, construido sobre una llanura perfectamente plana no tuvo más que adaptarse al relieve, su localización demostró el cuidado que se tuvo en la utilización del entorno preexistente, respetando los preceptos de Ji Cheng. El sector de Haidan está perfectamente provisto de agua, elemento esencial en la concepción del jardín chino.

## Jardines chinos célebres

### Jardines privados
- Zhuo zheng Yuan (Jardín de la Política de los Humildes)
- Wang Shi Yuan (Jardín del Maestro de las Molduras))
- Yi Yuan (Jardín de la Armonía))
- Le Cang Lang Ting (Jardín del Pabellón de las Vaguedades))
- Le Liu Yuan (Jardín de los Afectos))
- Le Huan Xiu Shan Zhuang (Villa en el Seno de la Belleza))

### Jardines imperiales
- Palacio de verano en Chengde
- Parque Beihai
- Palacio de Verano
- Yuan Ming Yuan, el Antiguo Palacio de Verano

### Jardines de templos
- Lingyin
- Huang Long Dong (la gruta del dragón amarillo)